# Antonivka, Oleksandrivka
Antonivka (în ucraineană Антонівка) este un sat în comuna Trîlisî din raionul Oleksandrivka, regiunea Kirovohrad, Ucraina.

## Demografie
Componența lingvistică a localității Antonivka
     Ucraineană (100%)
Conform recensământului din 2001, toată populația localității Antonivka era vorbitoare de ucraineană (100%).